# Rajd Antibes 2009
Rajd Antibes 2009 (44. Rallye d'Antibes - Côte d'Azur) – 44 edycja rajdu samochodowego Rajd Antibes rozgrywanego we Francji. Rozgrywany był od 16 do 18 października 2009 roku. Była to dziesiąta runda Rajdowych Mistrzostw Europy w roku 2009. Składał się z 13 odcinków specjalnych.

## Klasyfikacja rajdu
| Miejsce | Miejsce | Kierowca           | Pilot                 | Samochód                       | Czas      | Strata   |
| Gen.    | ERC     | Kierowca           | Pilot                 | Samochód                       | Czas      | Strata   |
| ------- | ------- | ------------------ | --------------------- | ------------------------------ | --------- | -------- |
| 1.      | 1.      | Giandomenico Basso | Mitia Dotta           | Fiat Abarth Grande Punto S2000 | 2:45:35.7 | 0.0      |
| 2.      | 2.      | Michał Sołowow     | Maciej Baran          | Peugeot 207 S2000              | 2:48:35.8 | +3:00.1  |
| 3.      |         | Julien Maurin      | Gilles Thimonier      | Škoda Fabia S2000              | 2:52:31.5 | +6:55.8  |
| 4.      |         | Thierry Neuville   | Nicolas Gilsoul       | Citroën C2 R2 Max              | 2:56:22.9 | +10:47.2 |
| 5.      |         | Benjamin Perrin    | Quentin Perrin        | Citroën C2 R2 Max              | 2:59:19.5 | +13:43.8 |
| 6.      |         | Franck Lions       | Benjamin Veillas      | Mitsubishi Lancer Evo IX       | 2:59:23.3 | +13:47.6 |
| 7.      |         | Luc Escharavil     | Thierry Salva         | Renault Clio S1600             | 3:00:06.0 | +14:30.3 |
| 8.      |         | Florentin Bosch    | Romain Tempier        | Citroën C2 R2 Max              | 3:01:46.2 | +16:10.5 |
| 9.      |         | Massimo Canella    | Silvio Gria           | Renault Clio R3                | 3:02:05.5 | +16:29.8 |
| 10.     |         | Mathieu Biasion    | Jean-Charles Descamps | Citroën C2 R2 Max              | 3:03:28.8 | +17:53.1 |